# Aleta pelviana

Lampanyctodes hectoris

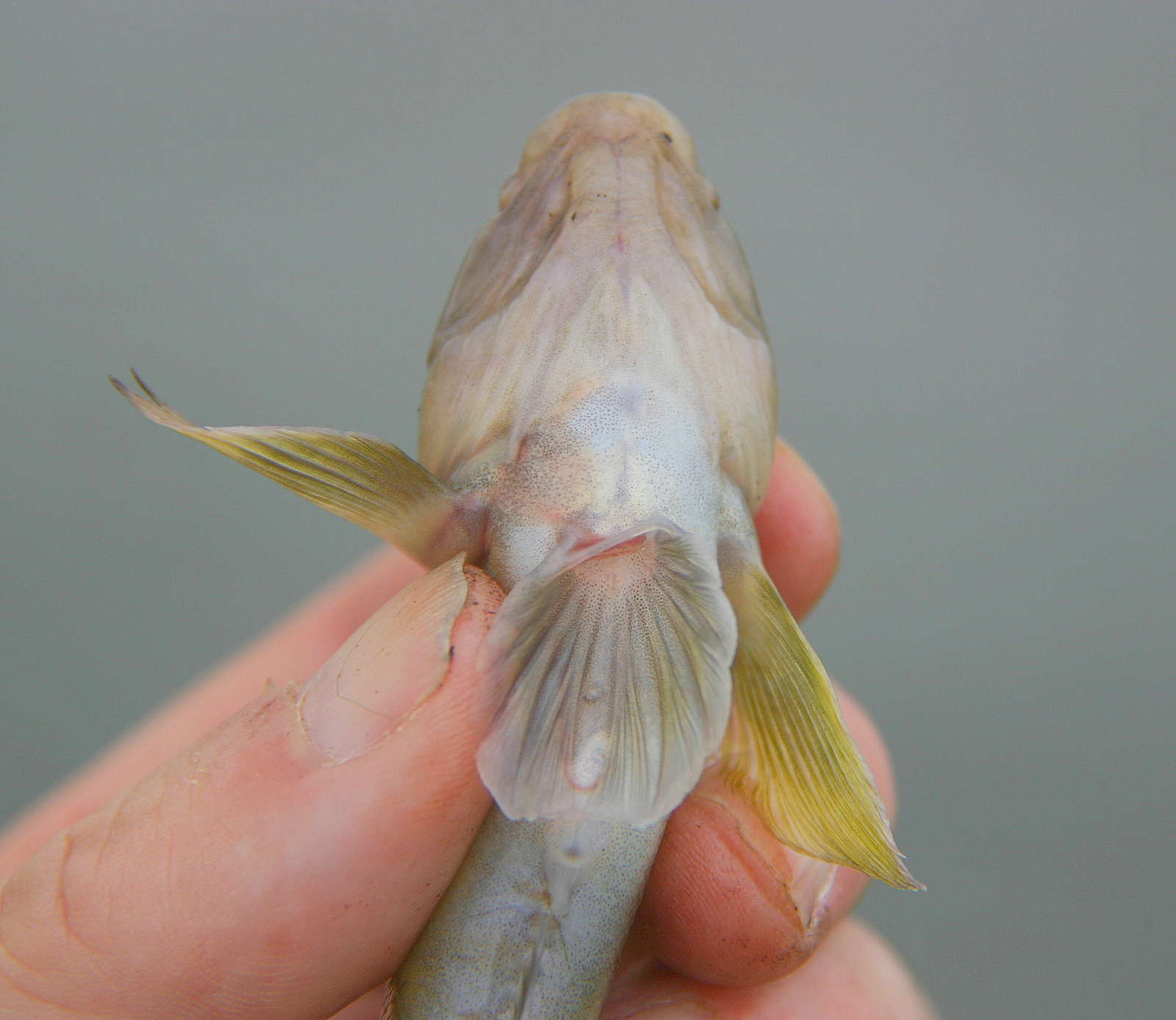
Aletes pelvianes d'un neogobi melanòstom en forma de ventosa.

Les aletes pelvianes, pèlviques o ventrals són unes aletes aparellades localitzades a la superfície ventral dels peixos, soldades a la cintura pelviana i lleugerament separades entre si. Estan col·locades més avall i una mica més enrere que les aletes pectorals, tot i que la seva posició relativa és molt variable; mentre les espècies més arcaiques les tenen en posició abdominal, en les més evolucionades se situen molt més pròximes a l'extremitat anterior del cos.
La forma de les aletes pelvianes varia en moltes espècies, i fins i tot sovint poden transformar-se en ventoses. Són homòlogues a les extremitats posteriors dels tetràpodes terrestres. La seva funció és la de mantenir l'equilibri els peixos, i fins i tot els ajuden a frenar bruscament mentre neden si estan desplegades cap avall; en els mascles, estan equipades amb gonopodis, els òrgans copuladors que permeten la transferència d'espermatozoides.
Les estructures de l'aleta pèlvica poden estar molt especialitzades en els actinopterigis. Els gòbids i els cicloptèrids modifiquen les seves aletes pèlviques en un disc ventosa que els permet adherir-se al substrat o escalar estructures, com les cascades. En els phallostethidae, els mascles han modificat les seves estructures pèlviques en un dispositiu copulador espinós que subjecta la femella durant l'aparellament.
Així com passa amb les aletes pectorals i dorsals, durant la natació es pleguen per tal d'aportar més aerodinàmica a l'animal.